# Kieler Sportvereinigung Holstein von 1900 2016-2017
Questa voce raccoglie le informazioni riguardanti il Holstein Kiel nelle competizioni ufficiali della stagione 2016-2017.

## Stagione
Nella stagione 2016-2017 l'Holstein Kiel, allenato da Karsten Neitzel, Ole Werner e Markus Anfang, concluse il campionato di 3. Liga al 2º posto e fu promosso in 2. Bundesliga.

## Rosa
| N. |                      | Ruolo | Calciatore        |
| -- | -------------------- | ----- | ----------------- |
| 1  | Germania (bandiera)  | P     | Robin Zentner     |
| 2  | Germania (bandiera)  | D     | Arne Sicker       |
| 3  | Germania (bandiera)  | D     | Dominik Schmidt   |
| 4  | Austria (bandiera)   | D     | Niklas Hoheneder  |
| 5  | Germania (bandiera)  | D     | Rafael Czichos    |
| 7  | Irlanda (bandiera)   | D     | Patrick Kohlmann  |
| 8  | Germania (bandiera)  | C     | Alexander Mühling |
| 9  | Germania (bandiera)  | A     | Mathias Fetsch    |
| 10 | Germania (bandiera)  | A     | Marvin Ducksch    |
| 11 | Germania (bandiera)  | C     | Manuel Schwenk    |
| 12 | Filippine (bandiera) | P     | Bernd Schipmann   |
| 13 | Germania (bandiera)  | C     | Dominic Peitz     |
| 16 | Germania (bandiera)  | D     | Christopher Lenz  |

| N. |                        | Ruolo | Calciatore         |
| -- | ---------------------- | ----- | ------------------ |
| 17 | Germania (bandiera)    | A     | Steven Lewerenz    |
| 18 | Stati Uniti (bandiera) | P     | Kenneth Kronholm   |
| 19 | Germania (bandiera)    | D     | Patrick Herrmann   |
| 20 | Germania (bandiera)    | C     | Joel Gerezgiher    |
| 21 | Germania (bandiera)    | C     | Tim Siedschlag     |
| 23 | Germania (bandiera)    | C     | Luca Dürholtz      |
| 24 | Germania (bandiera)    | A     | Dominick Drexler   |
| 25 | Germania (bandiera)    | A     | Utku Sen           |
| 27 | Germania (bandiera)    | C     | Kingsley Schindler |
| 29 | Germania (bandiera)    | D     | Philipp Spohn      |
| 30 | Armenia (bandiera)     | C     | Narek Abrahamyan   |
| 33 | Kosovo (bandiera)      | A     | Ilir Azemi         |

## Organigramma societario
Area tecnica
- Allenatore: Markus Anfang
- Allenatore in seconda: Jan Sandmann
- Preparatore dei portieri: Patrik Borger
- Preparatori atletici: Timm Sörensen

## Calciomercato

### Sessione estiva
| Acquisti | Acquisti           | Acquisti             | Acquisti |
| R.       | Nome               | da                   | Modalità |
| -------- | ------------------ | -------------------- | -------- |
| A        | Dominick Drexler   | Aalen                |          |
| C        | Luca Dürholtz      | Dinamo Dresda        |          |
| A        | Tammo Harder       | Borussia Dortmund II |          |
| D        | Niklas Hoheneder   | Paderborn            |          |
| C        | Alexander Mühling  | Sandhausen           |          |
| C        | Dominic Peitz      | Karlsruhe            |          |
| C        | Kingsley Schindler | Hoffenheim II        |          |

| Cessioni | Cessioni            | Cessioni          | Cessioni |
| R.       | Nome                | a                 | Modalità |
| -------- | ------------------- | ----------------- | -------- |
| P        | Niklas Jakusch      | Homburg           |          |
| A        | Fabian Arndt        | Weiche Flensburgo |          |
| C        | Willi Evseev        | Norimberga        |          |
| C        | René Guder          | Weiche Flensburgo |          |
| D        | Manuel Hartmann     | Schilksee         |          |
| A        | Marc Heider         | Osnabrück         |          |
| C        | Maik Kegel          | Fortuna Colonia   |          |
| D        | Marlon Krause       | Sonnenhof G.      |          |
| C        | Louis Mandel        | Rahlstedter SC    |          |
| A        | Manuel Schäffler    | Wehen Wiesbaden   |          |
| C        | Fabian Schnellhardt | Duisburg          |          |
| D        | Denis Weidlich      | Durban City       |          |
| C        | Finn Wirlmann       | Weiche Flensburgo |          |

### Sessione invernale
| Acquisti | Acquisti         | Acquisti              | Acquisti |
| R.       | Nome             | da                    | Modalità |
| -------- | ---------------- | --------------------- | -------- |
| A        | Ilir Azemi       | Greuther Fürth        |          |
| C        | Joel Gerezgiher  | Eintracht Francoforte |          |
| D        | Christopher Lenz | Union Berlino         |          |
| A        | Marvin Ducksch   | St. Pauli             |          |

| Cessioni | Cessioni             | Cessioni           | Cessioni |
| R.       | Nome                 | a                  | Modalità |
| -------- | -------------------- | ------------------ | -------- |
| D        | Eiður Sigurbjörnsson | Valur              |          |
| A        | Tammo Harder         | Saarbrücken        |          |
| A        | Milad Salem          | FSV Francoforte    |          |
| C        | Evans Nyarko         | Wehen Wiesbaden    |          |
| A        | Saliou Sané          | Sportfreunde Lotte |          |

## Risultati

### 3. Liga

#### Girone di andata
| Arbitro: | Stegemann |

|          |           |                 |
| Sané 31’ | Marcatori | 84’ Schleusener |

| Arbitro: | Alt |

|                |           |  |
| Welzmüller 87’ | Marcatori |  |

| Arbitro: | Schlager |

|                                   |           |                     |
| Harder 4’ Fetsch 81’ Lewerenz 90’ | Marcatori | 70’ Pires-Rodrigues |

| Arbitro: | Steinhaus-Webb |

|               |           |  |
| Flottmann 21’ | Marcatori |  |

| Arbitro: | Pfeifer |

|                                                |           |  |
| Fetsch 36’ Siedschlag 50’ (rig.) Schindler 59’ | Marcatori |  |

| Arbitro: | Schröder |

|              |           |                                     |
| Zolinski 53’ | Marcatori | 44’ Lewerenz 51’ Drexler 63’ Fetsch |

| Arbitro: | Börner |

|  |           |                   |
|  | Marcatori | 75’ (rig.) Schulz |

| Duisburg 20 settembre 2016, ore 19:00 CEST 8ª giornata | Duisburg | 0 – 0 referto | Holstein Kiel | Schauinsland-Reisen-Arena (11 642 spett.)\| Arbitro: \| Sather \| |
| Arbitro:                                               | Sather   |               |               |                                                                   |

| Arbitro: | Hussein |

|                                    |           |  |
| Czichos 47’ Fetsch 49’ Drexler 56’ | Marcatori |  |

| Arbitro: | Müller |

|          |           |  |
| Beck 85’ | Marcatori |  |

| Arbitro: | Schult |

|                                       |           |            |
| Schindler 6’ Drexler 52’ Lewerenz 85’ | Marcatori | 37’ Aidara |

| Wiesbaden 22 ottobre 2016, ore 14:00 CEST 12ª giornata | Wehen Wiesbaden | 0 – 0 referto | Holstein Kiel | BRITA-Arena (2 700 spett.)\| Arbitro: \| Siewer \| |
| Arbitro:                                               | Siewer          |               |               |                                                    |

| Arbitro: | Kempkes |

|                  |           |             |
| Rizzi 68’ (rig.) | Marcatori | 21’ Schwenk |

| Kiel 5 novembre 2016, ore 14:00 CET 14ª giornata | Holstein Kiel  | 0 – 0 referto | Rot-Weiß Erfurt | Holstein-Stadion (4 456 spett.)\| Arbitro: \| Steinhaus-Webb \| |
| Arbitro:                                         | Steinhaus-Webb |               |                 |                                                                 |

| Arbitro: | Alt |

|                |           |                          |
| Frahn 12’, 62’ | Marcatori | 61’ Drexler 70’ Lewerenz |

| Arbitro: | Waschitzki-Günther |

|                             |           |          |
| Lewerenz 77’ Siedschlag 83’ | Marcatori | 88’ Hein |

| Arbitro: | Zwayer |

|            |           |                                                          |
| Andrist 8’ | Marcatori | 31’ Lewerenz 50’ (rig.) Siedschlag 62’ Drexler 86’ Salem |

| Arbitro: | Müller |

|               |           |                       |
| Schindler 11’ | Marcatori | 40’ Jüllich 89’ Maria |

| Halle 17 dicembre 2016, ore 14:00 CET 19ª giornata | Hallescher | 0 – 0 referto | Holstein Kiel | Erdgas Sportpark (8 103 spett.)\| Arbitro: \| Bläser \| |
| Arbitro:                                           | Bläser     |               |               |                                                         |

#### Girone di ritorno
| Francoforte sul Meno 28 gennaio 2017, ore 14:00 CET 20ª giornata | FSV Francoforte | 0 – 0 referto | Holstein Kiel | Frankfurter Volksbank Stadion (3 146 spett.)\| Arbitro: \| Zorn \| |
| Arbitro:                                                         | Zorn            |               |               |                                                                    |

| Arbitro: | Fritsch |

|                         |           |                          |
| Schwenk 5’ Lewerenz 30’ | Marcatori | 70’ Welzmüller 79’ Morys |

| Lotte 28 marzo 2017, ore 19:00 CEST 22ª giornata | Sportfreunde Lotte | 0 – 0 referto | Holstein Kiel | FRIMO Stadion (1 967 spett.)\| Arbitro: \| Koslowski \| |
| Arbitro:                                         | Koslowski          |               |               |                                                         |

| Arbitro: | Sather |

|                                                                          |           |             |
| Mühling 29’ Schwenk 31’ Fetsch 46’ Drexler 59’ (rig.) Mimbala 72’ (aut.) | Marcatori | 44’ Dahmani |

| Arbitro: | Pfeifer |

|                      |           |  |
| Wachsmuth 13’ (rig.) | Marcatori |  |

| Arbitro: | Reichel |

|                    |           |             |
| Schindler 16’, 50’ | Marcatori | 7’ Zolinski |

| Arbitro: | Drees |

|                          |           |               |
| Wriedt 16’ Reimerink 37’ | Marcatori | 74’ Schindler |

| Arbitro: | Storks |

|                      |           |  |
| Ducksch 13’ Lenz 69’ | Marcatori |  |

| Arbitro: | Bacher |

|  |           |                                             |
|  | Marcatori | 32’ (aut.) Slišković 71’ Lenz 82’ Schindler |

| Arbitro: | Steinhaus-Webb |

|             |           |          |
| Czichos 85’ | Marcatori | 49’ Kath |

| Arbitro: | Bläser |

|  |           |                    |
|  | Marcatori | 41’, 72’ Schindler |

| Arbitro: | Skorczyk |

|                        |           |  |
| Lewerenz 12’, 47’, 54’ | Marcatori |  |

| Kiel 9 aprile 2017, ore 14:00 CEST 32ª giornata | Holstein Kiel | 0 – 0 referto | Preußen Münster | Holstein-Stadion (6 749 spett.)\| Arbitro: \| Müller \| |
| Arbitro:                                        | Müller        |               |                 |                                                         |

| Arbitro: | Schütz |

|           |           |           |
| Aydın 26’ | Marcatori | 89’ Peitz |

| Arbitro: | Osmers |

|                         |           |  |
| Ducksch 56’ Drexler 59’ | Marcatori |  |

| Arbitro: | Dingert |

|  |           |                                      |
|  | Marcatori | 8’ Schindler 69’ Ducksch 85’ Schwenk |

| Arbitro: | Fritz |

|                          |           |            |
| Schindler 3’ (rig.), 37’ | Marcatori | 63’ Ziemer |

| Arbitro: | Storks |

|  |           |             |
|  | Marcatori | 31’ Ducksch |

| Arbitro: | Schröder |

|                                            |           |  |
| Lewerenz 26’ Ducksch 42’ Pintol 52’ (aut.) | Marcatori |  |

## Statistiche

### Statistiche di squadra
| Competizione | Punti | In casa | In casa | In casa | In casa | In casa | In casa | In trasferta | In trasferta | In trasferta | In trasferta | In trasferta | In trasferta | Totale | Totale | Totale | Totale | Totale | Totale | DR  |
| Competizione | Punti | G       | V       | N       | P       | Gf      | Gs      | G            | V            | N            | P            | Gf           | Gs           | G      | V      | N      | P      | Gf     | Gs     | DR  |
| ------------ | ----- | ------- | ------- | ------- | ------- | ------- | ------- | ------------ | ------------ | ------------ | ------------ | ------------ | ------------ | ------ | ------ | ------ | ------ | ------ | ------ | --- |
| 3. Liga      | 67    | 19      | 12      | 5       | 2       | 38      | 13      | 19           | 6            | 8            | 5            | 21           | 12           | 38     | 18     | 13     | 7      | 59     | 25     | +34 |
| Totale       | 67    | 19      | 12      | 5       | 2       | 38      | 13      | 19           | 6            | 8            | 5            | 21           | 12           | 38     | 18     | 13     | 7      | 59     | 25     | +34 |

### Andamento in campionato
| Giornata  | 1 | 2  | 3 | 4  | 5 | 6 | 7 | 8 | 9 | 10 | 11 | 12 | 13 | 14 | 15 | 16 | 17 | 18 | 19 | 20 | 21 | 22 | 23 | 24 | 25 | 26 | 27 | 28 | 29 | 30 | 31 | 32 | 33 | 34 | 35 | 36 | 37 | 38 |
| --------- | - | -- | - | -- | - | - | - | - | - | -- | -- | -- | -- | -- | -- | -- | -- | -- | -- | -- | -- | -- | -- | -- | -- | -- | -- | -- | -- | -- | -- | -- | -- | -- | -- | -- | -- | -- |
| Luogo     | C | T  | C | T  | C | T | C | T | C | T  | C  | T  | T  | C  | T  | C  | T  | C  | T  | T  | C  | T  | C  | T  | C  | T  | C  | T  | C  | T  | C  | C  | T  | C  | T  | C  | T  | C  |
| Risultato | N | P  | V | P  | V | V | P | N | V | P  | V  | N  | N  | N  | N  | V  | V  | P  | N  | N  | N  | N  | V  | P  | V  | P  | V  | V  | N  | V  | V  | N  | N  | V  | V  | V  | V  | V  |
| Posizione | 9 | 13 | 8 | 13 | 9 | 7 | 9 | 8 | 5 | 10 | 4  | 5  | 7  | 7  | 8  | 6  | 4  | 6  | 6  | 7  | 8  | 8  | 6  | 7  | 5  | 7  | 4  | 3  | 4  | 4  | 3  | 2  | 3  | 2  | 2  | 2  | 2  | 2  |

Legenda:

Luogo: C = Casa; T = Trasferta. Risultato: V = Vittoria; N = Pareggio; P = Sconfitta.

### Statistiche dei giocatori
| N. Abrahamyan     | 0  | 0  | 0  | 0 |
| I. Azemi          | 9  | 0  | 1  | 0 |
| R. Czichos        | 34 | 2  | 8  | 1 |
| D. Drexler        | 35 | 7  | 9  | 0 |
| M. Ducksch        | 16 | 5  | 2  | 0 |
| L. Dürholtz       | 14 | 0  | 2  | 0 |
| M. Fetsch         | 32 | 5  | 2  | 0 |
| J. Gerezgiher     | 0  | 0  | 0  | 0 |
| T. Harder         | 3  | 1  | 0  | 0 |
| P. Herrmann       | 37 | 0  | 6  | 0 |
| N. Hoheneder      | 28 | 0  | 4  | 1 |
| P. Kohlmann       | 8  | 0  | 1  | 0 |
| K. Kronholm       | 37 | 0  | 1  | 0 |
| C. Lenz           | 19 | 2  | 3  | 0 |
| S. Lewerenz       | 32 | 11 | 1  | 0 |
| A. Mühling        | 35 | 1  | 4  | 0 |
| E. Nyarko         | 5  | 0  | 0  | 0 |
| D. Peitz          | 31 | 1  | 14 | 0 |
| M. Salem          | 9  | 1  | 0  | 0 |
| S. Sané           | 6  | 1  | 2  | 1 |
| K. Schindler      | 35 | 12 | 3  | 1 |
| B. Schipmann      | 0  | 0  | 0  | 0 |
| D. Schmidt        | 31 | 0  | 8  | 2 |
| M. Schwenk        | 19 | 4  | 5  | 0 |
| U. Sen            | 0  | 0  | 0  | 0 |
| A. Sicker         | 16 | 0  | 2  | 0 |
| T. Siedschlag     | 27 | 3  | 4  | 0 |
| E. Sigurbjörnsson | 7  | 0  | 1  | 0 |
| P. Spohn          | 0  | 0  | 0  | 0 |
| R. Zentner        | 1  | 0  | 0  | 0 |